# Niclas Östlind
Niclas Östlind, född 8 augusti 1966, är universitetslektor vid HDK-Valand (tidigare vid Akademin Valand), Göteborgs Universitet. Han disputerade 2014 med avhandlingen Performing History: Fotografi i Sverige 1970–2014.
Östlind var tidigare chefsintendent vid Åmells konsthandel i Stockholm, och dessförinnan intendent vid Liljevalchs konsthall och Gävle konstcentrum.
Östlind är författare till den av Koenig Books utgivna boken Published: Photobooks in Sweden som är en redovisning över nästan 200 svenska fotoböcker utgivna sedan 1867.